# Cornellà del Terri
Cornellà del Terri település Spanyolországban, Girona tartományban. Cornellà del Terri Fontcoberta, Vilademuls, Sant Julià de Ramis, Palol de Revardit, Camós, Porqueres, Banyoles és Medinyà községekkel határos. Lakosainak száma 2390 fő (2024).

## Népesség
A település népessége az elmúlt években az alábbi módon változott:
| Lakosok száma | 592  | 2079 | 2063 | 1827 | 1759 | 1992 | 2176 | 2235 | 2364 | 2390 |
|               | 1717 | 1887 | 1936 | 1960 | 1986 | 2004 | 2009 | 2014 | 2019 | 2024 |